# Omalodes exul
Omalodes exul är en skalbaggsart som beskrevs av Sylvain Auguste de Marseul 1853. Omalodes exul ingår i släktet Omalodes och familjen stumpbaggar. Inga underarter finns listade i Catalogue of Life.